# Городской археологический музей (Болонья)
Городской археологический музей Болоньи (итал. Museo civico archeologico di Bologna) — муниципальный археологический музей в Болонье.

## История
В 1869 году были обнаружены этрусские захоронения в районе болонского кладбища Чертоза, и археологические раскопки положили начало последующим важным открытиям в черте города и в окрестностях. В 1871 году по случаю V международного конгресса антропологии и доисторической археологии в помещениях Архигимназии была организована выставка археологических находок, сделанных в ходе раскопок, а в 1881 году открылся археологический музей в специально перестроенном дворце Гальвани (Palazzo Galvani). В основу его экспозиции изначально также были положены собрание Болонского университета и коллекция болонского художника Пеладжио Паладжи, выкупленная городом в 1861 году.

## Экспозиция
Музей организован таким образом, чтобы сделать возможным ознакомление со всеми его коллекциями в течение одной короткой экскурсии. В общей сложности имеются восемь секций:
- Египетская коллекция (экспонаты в основном из коллекции Пеладжио Паладжи)
- Нумизматическая коллекция
- Болонья в доисторический период (зал I)
- Греческая коллекция (залы V и VI)
- Этрусско-италийская коллекция (зал VIII)
- Древнеримская коллекция (зал IX)
- Этрусская Болонья (зал X)
- Галльская Болонья (зал XI)